# Muwingomo
Muwingomo är ett periodiskt vattendrag i Burundi.   Det ligger i provinsen Bururi, i den centrala delen av landet, 60 km sydost om huvudstaden Bujumbura.
Omgivningarna runt Muwingomo är huvudsakligen savann. Runt Muwingomo är det ganska tätbefolkat, med 166 invånare per kvadratkilometer.